# Gaṇikā

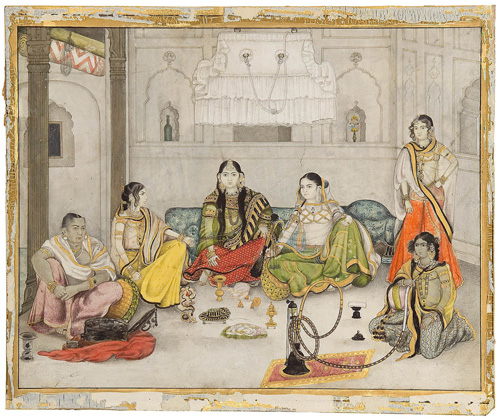
十九世纪的交际花群体，可以看作是吠陀时期 Gaṇikās 的一种演变或后继形式。

Gaṇikā ，中文译名加尼卡，是古印度的艺妓，属于女性表演者，社会中的娼妓则更多被称为Vēśyā ，在军队服务的娼妓更多被称为Rūpajīva 。印度的加尼卡很有修养，受过严格的艺术和文化训练。当加尼卡与她的爱人生活在一起时，她会像妻子一样维持这种关系。
Gaṇikā作为女艺人，必须学习演唱、吟咏、舞蹈、表演、书写、绘画等课程，另外还要学习维纳琴、维努笛、木旦加鼓的演奏等课程。她们首先要掌握的两门课程是音乐和舞蹈。加尼卡在喜庆节日和许多社交场合上也备受尊重，王宫和其他地方的宫廷中也有加尼卡任职。宫廷中的加尼卡有一名总管监管着她们，这个总管根据每天的收入收取赋税。最有钱的艺妓的钱财被用来建造庙宇、公园和雨水蓄水池，奉献成千上万头牛给婆罗门，并用于敬神、组织敬神的节庆活动以及拜神的仪式。